# Fontana Tancredi

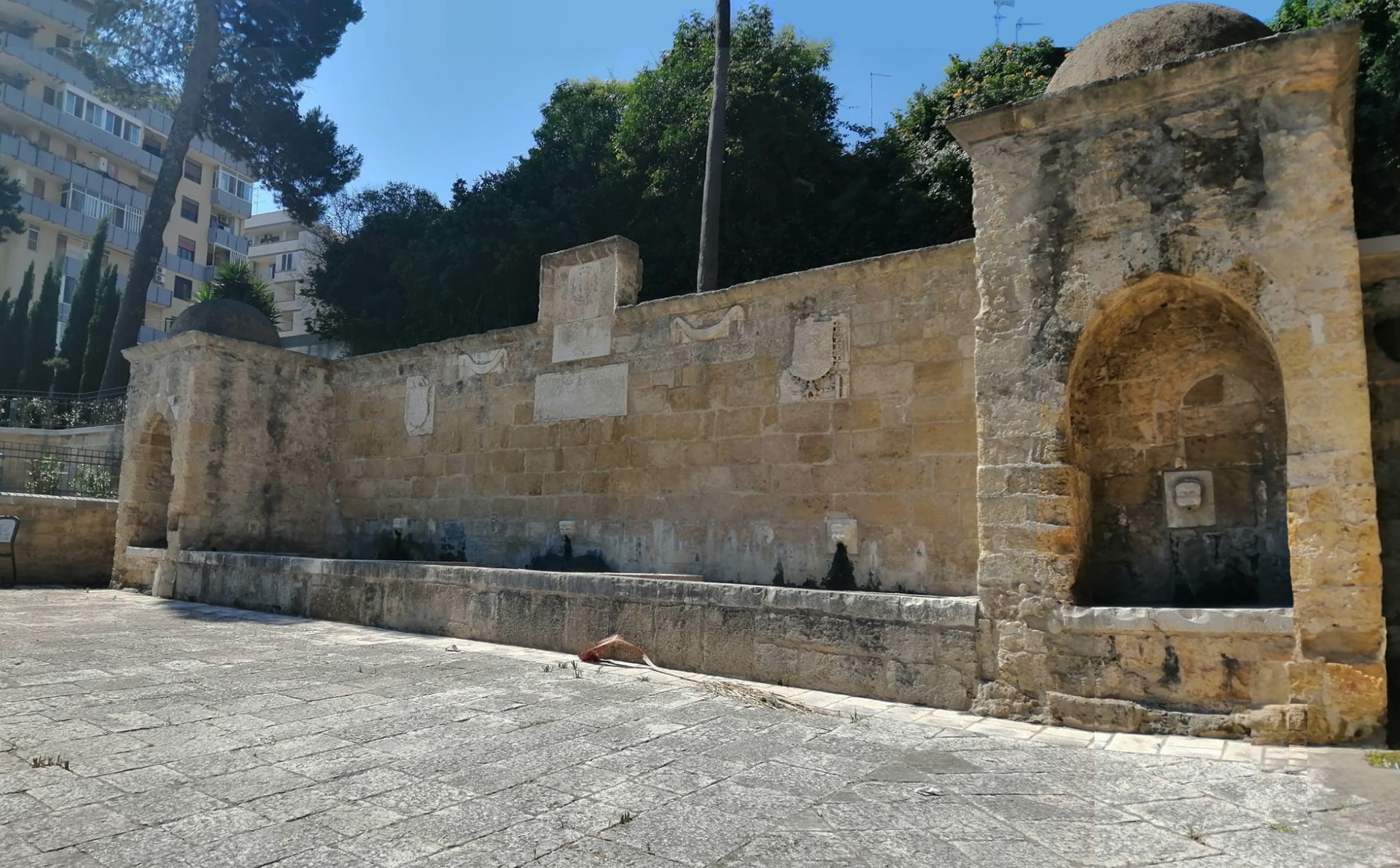
Fontana Tancredi

La fontana Tancredi (detta anche Fonte Grande) è una fontana monumentale che si trova a Brindisi, sul percorso dell'antica via Traiana (attuale strada provinciale per San Vito) non distante dall'ingresso alla città. Fu realizzata per dare la possibilità di abbeverarsi agli animali da trasporto che giungevano in città, ma anche per permettere l'irrigazione dei campi della zona.

## Storia
Si ritiene che una fontana esistesse in questo sito già in epoca romana. Quella attuale tuttavia fu realizzata nel 1192 per volontà dal re normanno Tancredi di Sicilia in occasione del matrimonio tra suo figlio, Ruggero, e la principessa Irene Angelo, figlia dell'imperatore bizantino Isacco II, avvenuto nella cattedrale brindisina. L'iscrizione presente ricorda anche l'investitura a sovrano che in quell'occasione ricevette il figlio di Tancredi:
La fontana fu restaurata nel 1540 a cura del governatore della Terra d'Otranto, Ferrante Loffredo: vi furono aggiunti gli stemmi della città di Brindisi, di Ferrante Loffredo e di Carlo V, con la seguente iscrizione:
Un ulteriore intervento di restauro è documentato nel 1828, quando probabilmente venne ingrandita. Da una stampa del 1797 ad opera di Antoine-Laurent Castellan si desume un'originaria copertura piramidale dei due loggioni, al posto delle cupolette dall'aria neomoresca che potrebbero risalire ai restauri ottocenteschi. Infine nel 1998-99 è stata oggetto di un intervento di restauro conservativo.